# 光生会
光生会（こうせいかい）は、福岡県福岡市博多区に本部を置く暴力団で、指定暴力団山口組の三次団体。上部団体は二代目伊豆組。
設立者にして首領の光安克明は六代目山口組にて「幹部」や「若頭補佐」などの重役を担ってきた。

## 来歴
五代目山口組直参の伊豆一家総長・伊豆誠一が2001年4月に引退し、その「実子」（養子）で若頭の役にあった光安克明が同一家の地盤を引継ぎ、“光生会”として同年12月に五代目山口組の直参に昇格。六代目山口組発足と同時に「幹部」の役に就任した。2007年、光安克明が高松の親和会二代目会長・吉良博文と五分兄弟分となり、山口組の共存共栄方針に重要な役割を担った。
2016年、山口組直参から二代目伊豆組の傘下に移る。

## 総裁：光安克明
1959年11月29日生。金光会の金光哲男に同じく伊豆一家の出身で、同一家では若くして若頭の役を務めるなどした。1982年に同一家総長・伊豆誠一の「実子」となった。この「実子」は暴力団界に言うところの「実子分」のことではなく、実際に戸籍上の縁組を行い親子関係としたものであった。その伊豆誠一もかつて伊豆組組長伊豆健児の「実子」となった経緯があり、二代にわたっての「実子縁組み」はこの世界でも極めて珍しい事例であった。2001年における伊豆誠一の病気引退に伴い、その地盤を引き継ぐ形でこの「光生会」を結成。時の山口組九州地区の最年少直参となった。
直参昇格から4年を経た頃、“執行部への登竜門”として新設された「幹部」の役に昇格、「組長付」に指名される。さらに2013年には若頭補佐に昇格。執行部不在であった山口組中部地区のブロック長を2014年10月に至るまで代行した。

## 山道抗争
初代の光安を含む構成員には、伊豆組が当事者となった1980年代の道仁会との大規模な暴力団抗争（「山道抗争」）のいわゆる武勲者が多く含まれており、それらのうちの4名が長期刑を経て出所してきた2006年から2008年にかけては、伊豆組の主催による放免祝いが伊豆組本部にて行われている。わけても2008年の2月に行われた刑期20年で出所の光生会幹部の放免祝いは盛大なもので、弘道会を率いる高山若頭、宅見組を率いる入江総本部長、山健組を率いる井上若頭補佐等の山口組執行部の最高幹部陣に加え、日本各地の直系組長あわせておよそ50名、さらには山口組の親戚団体・三代目福博会の長岡寅夫会長や、二代目親和会の吉良博文会長などの出席も見られた。